# Xaperona

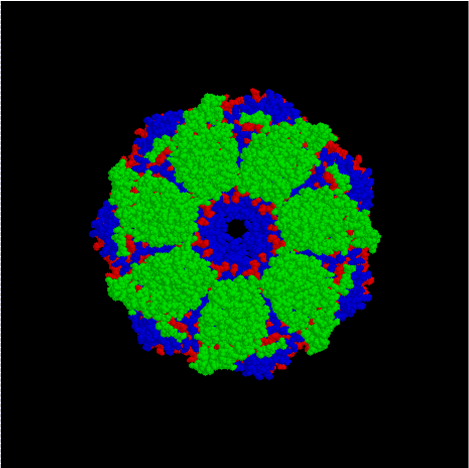
Vista superior del model molecular de la proteïna bacteriana GroES/GroEL.

Les xaperones són una família de proteïnes que ajuden a aconseguir un correcte plegament d'algunes estructures de polipèptids, amb enllaços no covalents, i que no formen part de l'estructura plegada final en condicions habituals als éssers vius. Aquest ajut que proporcionen les xaperones no és únicament sobre proteïnes de nova formació sinó també a proteïnes que modifiquen la seva funció, traspassen una membrana, o són amenaçades per un xoc tèrmic. A part d'ajudar a un correcte plegament també ajuden a “blindar” la proteïna en certs processos per evitar enllaços amb substàncies indesitjades o la formació d'una conformació no necessària en aquell instant, com per exemple en el transport d'una proteïna fins a l'orgànul on realitza la seva funció.
Aquest nou concepte de xaperones moleculars no ha de fer perdre el concepte de la autoconformació de les estructures de les proteïnes, però ens ha de fer pensar que “in vivo” algunes proteïnes necessiten un petit ajut per arribar a la geometria desitjada. Aquestes que necessiten un “ajut” solen ser proteïnes més grans i amb múltiples dominis.

## Origen del terme
El terme xaperona va ser usat per primer cop per descriure les propietats d'una proteïna nuclear, la nucleoplasmina, que ajudava a l'ensamblatge d'histones i ADN per formar el nucleosoma. Es va triar aquest nom perquè es va veure que el que feia aquesta proteïna era evitar males conformacions en les unions de DNA i histones, com la xaperona (terme anglès equivalent al català espelma) en termes socials, que és una persona que acompanya i supervisa les relacions de persones solteres, normalment joves que busquen parella, aconsellant-los de si fan o no ben fet i la seva elecció és bona per al seu futur o no.

## Història
La investigació de les xaperones té una llarga història. El terme "xaperona molecular" va aparèixer per primera vegada a la literatura el 1978, i va ser inventat per Ron Laskey per descriure la capacitat d'una proteïna nuclear anomenada nucleoplasmina per evitar l'agregació de proteïnes d'histona plegades amb ADN durant l'encaix de nucleosomes. El terme va ser ampliat posteriorment per R. John Ellis el 1987 per descriure proteïnes mediadores de l'encaix post-translacional de complexos proteics. El 1988, hom va adonar que proteïnes similars van mediar aquest procés tant en procariotes com en eucariotes. Els detalls d’aquest procés es van determinar el 1989, quan es va demostrar in vitro el plegament de proteïnes dependent de l’ATP.
Aquesta interpretació del nou terme no va ser gaire ben rebuda entre la cúpula científica en un inici, ja que tots creien en l'autoensemblatge de les proteïnes, que proposa que les unions entre un polipèptid per formar una nova estructura són de caràcter espontani. Per tant, es va considerar l'acció de la nucleoplasmina com un cas aïllat de comportament d'una proteïna.
Més endavant però Huge Pelham va trobar altres casos en què es repetia el paper d'una proteïna que ajudava en el plegament d'un polipèptid, però al final del plegament no formava part d'aquest (en el cas de les proteïnes desnaturalitzades). Per evitar polèmiques, Pelham les va anomenar però proteïnes de xoc tèrmic (heat shock protein 70 o hsp70). Va trobar proteïnes xaperones amb accions d'ensamblatge de pèptids al nucli, citosol i reticle endoplasmàtic, i va suggerir que aquestes proteïnes tenien un pes important en tots els plegaments de proteïnes de la cèl·lula. A més va veure que en cèl·lules les quals havien patit una desnaturalització de proteïnes, hi havia un increment important de les xaperones moleculars al citosol, que permetien tornar a la conformació inicial les proteïnes on s'havien trencat certs enllaços per culpa d'un increment brusc de temperatura per exemple. D'aquí el nom de “heat shock protein”. També va descobrir que aquestes xaperones en certs casos fan de blindatge contra deformacions conformacionals unint-se al pèptid per evitar que s'hi adhereixin molècules que puguin canviar la seva geometria.
Observant aquest ventall de funcions va classificar grups de proteïnes dins la família de les xaperones. Naixent aquest terme com a conjunt de proteïnes ensambladores i protectores de conformacions geomètriques.

## Definició i funcionament
Les xaperones moleculars són definides com una família de proteïnes independents amb la funcionalitat específica i comuna d'assistir en la correcta unió d'enllaços no covalents en l'ensamblatge d'estructures polipeptídiques en medi “in vivo”. Per tant, per saber si parlem o no d'una xaperona hem d'usar dos criteris:
1. Ha de ser essencial pel correcte ensamblatge “in vivo” d'un polipèptid, per enllaços no covalents.
2. No ha de formar part del polipèptid ensamblat gràcies a la xaperona.

Perquè tenint però ja el sistema d'autoensamblatge de proteïnes, hem d'utilitzar les xaperones per un correcte plegament, i fer ús de les reserves d'ATP per dur a terme aquest procés?
L'explicació és senzilla, perquè totes les proteïnes de la cèl·lula estan en contacte constantment amb el medi inter i intracel·lular, on hi ha milers de diferents molècules que podrien interaccionar entre elles de manera incorrecta, o no. I la naturalesa no corre aquest risc innecessari. Amb l'ús de les xaperones es protegeix el plegament d'algunes proteïnes de molècules que puguin interferir en aquest, formant proteïnes no funcionals per la cèl·lula, és a dir, sense ús biològic.

## Mecanismes de reconeixement
Les xaperones també són considerades un mecanisme del control de qualitat posterior a la síntesi proteica. Una proteïna recent sintetitzada pot plegar-se correctament i assemblar-se amb altres proteïnes formant un complex multiproteic correcte; en aquest cas, no requereix cap altre mecanisme de control. Però les proteïnes mal plegades, parcialment o totalment incorrectes, poden rebre ajuda per intentar abastar el seu plegament correcte. Primer de tot trobem les xaperones de la família hsp70, que actuen quan la proteïna encara està essent sintetitzada al ribosoma. Segon, trobem les proteïnes hsp60, que participen en el plegament correcte un cop les tenim al citosol. En ambdós casos les proteïnes són reconegudes per l'exposició anòmala d'aminoàcids hidròfobs a la seva superfície.
Aquest procés competeix amb un sistema diferent que reconeix també les proteïnes defectuoses i les transfereix al proteosoma de la cèl·lula, on la proteïna serà completament destruïda. La combinació d'aquests processos evita una agregació massiva de proteïnes a la cèl·lula, que és el que passa quan regions hidròfobes de diferents proteïnes s'uneixen entre elles i precipiten.

## Tipus de mecanismes i acció
De nucleoplasmina: Els lligands i ramificacions de les proteïnes són protegits per les xaperones, amb unions no covalents, perquè no puguin formar proteïnes no funcionals. Participa en l'ensamblatge i desensamblatge del nucleosoma. S'està investigant, però també s'han creat hipòtesis sobre que també participa en ensamblatge i desensamblatge de ribosomes i partícules de les ribonucleoproteines.
De Hsp60 (en mitocondris), TCP-I (al citosol), GroEL (en bacteris) o xaperonines: Al final de la seva estructura formen una mena de gàbia o barril on s'uneixen les proteïnes mal plegades per interaccions hidrofòbiques amb aminoàcids de zones que deixen exposades les proteïnes. Mitjançant la hidròlisi d'ATP i una coberta GroES la proteïna és introduïda dins d'aquesta estructura, que es tancarà durant uns segons, donant temps a la proteïna desplegada perquè prengui la conformació correcta, proporcionant-li un medi sense elements que puguin interaccionar en la geometria de la proteïna.
De Hsp70: La maquinària d'aquestes xaperones participa en una etapa inicial de la vida de moltes proteïnes, unint-se a qualsevol fragment d'uns set aminoàcids hidrofòbics de la proteïna fins i tot abans que aquesta acabi de sortir del ribosoma. Són ajudades per les xaperones hsp40 en eucariotes (és de les poques funcions que tenen, són més petites). Així doncs un monòmer de hsp70 s'uneix a la seva proteïna diana i hidrolitza una molècula d'ATP a ADP, patint llavors un canvi conformacionals que provoca que la proteïna hsp70 quedi unida molt fortament a la proteïna diana. Un cop es dissocia la hsp40, s'indueix la dissociació de l'hsp70 mitjançant l'intercanvi de l'ADP per una nova molècula d'ATP. Aquests cicles repetits d'unió i alliberació de les proteïnes hsp ajuden que la proteïna diana aconsegueixi un plegament correcte.
Aquestes xaperones també s'han de tenir en molta consideració pel paper fonamental que realitzen en la translocació de proteïnes del citosol al mitocondri, i saber distingir entre les hsp70 citosòliques i les hsp70 mitocondrials. Aquesta última és la que té el paper “d'estirar” la proteïna translocada cap a dins el mitocondri.
Alguns homòlegs de la xaperona hsp70 com el BiP al reticle endoplasmàtic, cooperen amb proteïnes de J-domini que els falta afinitat per les seqüències hidrofòbiques.
Xaperones generals del reticle endoplasmàtic:
- BiP
- GRP94
- GRP170.

Altres xaperones destacades:
- Hsp90
- Hsp 100: Tenen la capacitat de desensamblar proteïnes o polipèptids petits amb un procés lligat a una hidròlisi d'ATP.

## Coordinació ambribosomes
Per assegurar-se el funcionament correcte dels mecanismes d'ensamblatge del citosol actuen les proteïnes xaperones. El que no se sap encara és com es coordinen aquestes proteïnes amb la síntesi de proteïnes dels ribosomes. Hi ha diverses hipòtesis:
Plegament de domini cotranslacional: S'ha suggerit que la traducció mateixa pot fer un paper "com de xaperona" en el plegament de proteïnes més grans que es componguin de dominis múltiples.
Processament de l'acció de la xaperona: La noció de cooperació mecànica entre xaperones en el plegament de la proteïna està ja fermament establert, però com s'integren els components diferents de la maquinària funcionalment no s'entén encara.

## Xaperones relacionades amb malalties degeneratives
Les xaperones moleculars regulen el plegament de proteïna per mantenir la funció pròpia cada proteïna. Però una proteïna mal plegada o un agregat de proteïnes provoquen toxicitat cel·lular i provocar malalties degeneratives com la malaltia de Huntington, la malaltia d'Alzheimer, esclerosi lateral amiotròfica (ELA) i la malaltia de Parkinson.
Les cèl·lules que no es divideixen i, per tant, n'hi ha un nombre limitat com les neurones tenen major risc d'acumulació de proteïnes mal plegades o agregats de proteïnes, i això fa que augmenti el risc de toxicitat en els òrgans on aquestes es troben. Ja que les que si que es poden dividir poden provocar l'apoptosi de les cèl·lules tòxiques i crear-ne de noves.
Segons uns experiments recents s'han trobat relacions entre la mutació del B-crystallin R120G i la pèrdua de concentració de xaperones i de la seva activitat, i s'ha relacionat amb la Miopatia Miofibrilar.
Aquí tenim una taula de les mutacions de xaperones humanes relacionades amb malalties degeneratives:
```
ABREVIACIONS: CC, congenital cataract; CMT2, Charcot–Marie–Tooth disease type 2; del, deletion; DHMN, distal hereditary motor neuropathy; DRM, desmin-related myopathy; fs, frameshift; MC, Marner cataract; MM, myofibrillar myopathy; MSS, Marinesco–Sjögren syndrome; SPG13, hereditary spastic paraplegia; X, stop.
```

FONT: The General Concept of Molecular Chaperones – R. John Ellis – THE ROYAL SOCIETY
a) 450delA, nucleotide deletion at position 450 that resulted in a frameshift in codon 150 and produced an aberrant protein consisting of 184 residues.
b) 464delCTX, 2 bp nucleotide deletion at position 464 (464delCT) that generates eight missense codons (RAHHSHHP) followed by a stop codon.

## Troballes
Un fet rellevant que ha estat descobert recentment és que les proteïnes xaperones poden cooperar entre elles en certs moments i per ajudar a l'ensamblatge de certes proteïnes en concret.
Ha estat provat que defectes en el sistema de plegament de proteïnes pot provocar certes malalties. Però són les xaperones capaces d'evitar la deposició d'agregats d'amiloide?, i si és així, per què fallen aquests mecanismes de defensa en els milions de pacients que pateixen de malalties de neurodegeneració com la malaltia d'Alzheimer o Huntington? Informes recents parlen d'una regulació del sistema de Hsp70 que pugui suprimir les neurotoxines de certes proteïnes amiloides. Els experts juguen amb les xaperones moleculars com a objectius prometedors en la recerca del tractament de malalties d'ensamblatge de proteïnes.
La retinosi pigmentària autosòmica dominant és deguda a una mutació de proteïnes xaperones que assisteixen al plegament de la rodopsina de l'ull.